# Бунга банга ре
Бунга Банга Ре је телевизијска интерактивна игра намењена деци, која се приказивала на РТС 2 од 10. новембра 2003. до 18. марта 2005. Игру је направила компанија Fun Factory коју су основали Предраг Бећирић и Небојша Станковић.

## О игри

#### Погон игре
Гледалац управља ликом путем ДТМФ телефонских тонова. Играч мора да има телефон који подржава тонско бирање. Притисак на дирке са бројевима на телефону производи тонове које компјутер у студију користи за управљање ликом на екрану. Да би се ликови кретали преко позадине према командама које задаје играч, потребан је посебан погон игре који је урадио Предраг Бећирић. Да би се нови нивои игре лакше додавали, написан је посебан језик, који омогућава повезивање графике и звука с програмом који свим тим управља.
Кретање ликова по позадини и судари са препрекама, остварују се путем спрајтова. Сваки лик и свака препрека представљају по један спрајт. Погон игре је задужен и за кретање у простору и детекцију судара с препрекама и за одговарајуће ефекте које се у том тренутку појављују.

#### Звук
На готову анимирану слику спаја се звук, на то се додају шумови и поставља одговарајућа, оригинална музика. Финалну обраду звука је радио Небојша Станковић.

#### Графика
Графика подсећа на цртани филм, зато што су ликови цртани, баш онако како се праве цртани филмови. Ликови су цртани на класичан начин - дизајнер лика црта кључне положаје фигура, а екипа цртача (аниматора) то после претвара у покрет тако што, сличицу по сличицу, доцртава међуположаје ликова. Уметнички директор Владо Брајовић је дизајнирао ликове према договору са сценаристом Срђаном Михајловићем.

### Начин играња
У телевизијском студију се налазе два рачунара који покрећу цео систем. Први покреће говорни погон (енг. speech-engine). Када се гледалац јави, он прво поразговара са неким од јунака игре (слонче Жан) који се види на плазма-екрану поред водитеља. Говорни погон ради тако што глумац говори у микрофон, а програм препознаје говор и покреће уста цртаног лика у ритму речи. Глумац може путем команди с тастатуре да прави разне покрете и гестове, да би анимирани лик изгледао што природније. 
Други рачунар покреће саму игру. Када гледалац притисне одређени број на телефону, програм и посебан уређај препознају који је тастер притиснут и у складу с тим лик се помера у жељеном правцу. Програмски погон обрађује кретање ликова, судар са препрекама и шумове.

## Радња
Радња се одвија у џунгли у којој мирно стање ремети зли зец Зоа, који са својим помоћницима медведом Фредериком и лисцем Лујем, хоће да завлада целом џунглом. Зоа успева да хипнотише велики број становника џунгле и почиње да их искоришћава за своје циљеве. Једине животиње које не могу да се хипнотишу су слонови, главни јунаци ове игре: слонче Жан, тата Жак и мама Ана. Њихов поклич је Бунга Банга Ре.

## Водитељи и глумци
Водитељке су биле Маријана Мићић и Весна Раковац, њихов лик се звао ,,Мрвица". Гласове су позајмили:
- Јелена Грубац - слонче Жан, слон Ана
- Слободан Нинковић - слон Жак
- Срђан Михајловић - лав Лео, зец Зо
- Марко Стојановић - лисац Луј, птица Серена
- Небојша Станковић - Наратор